# Rezolucje Rady Bezpieczeństwa ONZ z roku 1976
Stałe miejsca w Radzie Bezpieczeństwa ONZ posiadają:
- ChRL
- Francja
- ZSRR
- Stany Zjednoczone
- Wielka Brytania

W roku 1976 członkami niestałymi Rady były:
- Benin
- Libia
- Tanzania
- Pakistan
- Japonia
- Panama
- Gujana
- Włochy
- Szwecja
- Rumunia

## Rezolucje
Rezolucje Rady Bezpieczeństwa ONZ przyjęte w roku 1976:
- 385 (w sprawie Namibii)
- 386 (w sprawie Mozambiku i Południowej Rodezji)
- 387 (w sprawie Angoli i RPA)
- 388 (w sprawie Południowej Rodezji)
- 389 (w sprawie Timoru Wschodniego)
- 390 (w sprawie Izraela i Syrii)
- 391 (w sprawie Cypru)
- 392 (w sprawie RPA)
- 393 (w sprawie Zambii i RPA)
- 394 (w sprawie Seszelów)
- 395 (w sprawie Grecji i Turcji)
- 396 (w sprawie Izraela i Egiptu)
- 397 (w sprawie Angoli)
- 398 (w sprawie Izraela i Syrii)
- 399 (w sprawie Sahary Zachodniej)
- 400 (w sprawie wyboru nowego Sekretarza Generalnego)
- 401 (w sprawie Cypru)
- 402 (w sprawie Lesotho i RPA)